# Brevitubulus aequilatus
Brevitubulus aequilatus là một loài tò vò trong họ Ichneumonidae.